# Acanthodelta bryoxantha
Acanthodelta bryoxantha là một loài bướm đêm trong họ Noctuidae.